# 日向賀牟度美良姫
日向賀牟度美良姫（ひむかのかむとみらひめ）は、『先代旧事本紀』にのみ登場する女性。実在したとすれば弥生時代の人物になるが、その実在性は疑問視されている。

## 系譜
『先代旧事本紀』にのみ登場する女性。三輪氏の遠祖である健飯勝命や安寧天皇の皇后である渟中底姫命の母親。